# Kabinet-Klaus II
De Oostenrijkse Bondsregering-Klaus II regeerde van 19 april 1966 tot 21 april 1970. Het was de eerste bondsregering die bestond uit één enkele partij; tot dan toe werd Oostenrijk altijd door coalities geregeerd. Het kabinet kwam tot stand na de parlementsverkiezingen van 6 maart 1966 waarbij de Österreichische Volkspartei (ÖVP) van bondskanselier Josef Klaus een absolute meerderheid in de Nationale Raad (85 van de 165 zetels) verwierf.
Naast ministers die behoorden tot de ÖVP had er ook een partijloze minister van Justitie (Hans Klecatsky) zitting in de bondsregering.
Op 19 januari 1968 vond er een herschikking van het kabinet plaats waarbij o.a. de vicekanselier, Fritz Bock, het veld moest ruimen.
Na de parlementsverkiezingen van maart 1970 kwam er een einde aan het kabinet-Klaus II. Op 21 april 1970 trad een socialistisch minderheidskabinet aan onder leiding van oud-minister van Buitenlandse Zaken Bruno Kreisky.
| Bondsminister                   | Ambtsdrager | Partij     | Staatssecretaris |
| ------------------------------- | --- | ---------- | --- |
| Bondskanseliersambt             | Bondskanselier: Josef Klaus Vicekanselier: Fritz Bock (tot 19 januari 1968), Hermann Withalm (v.a. 19 januari 1968) Zonder portefeuille: Vinzenz Kotzina (tot 6 juni 1966) | allen ÖVP  | Karl Gruber (tot 13 mei 1969) Stephan Koren (van 31 maart 1967 tot 19 januari 1968) Karl Pisa (van 19 januari 1968 tot 2 juni 1969) Heinrich Neisser (v.a. 2 juni 1969) |
| Binnenlandse Zaken              | Franz Hetzenauer (tot 19 januari 1968) Franz Soronics (v.a. 19 januari 1968)                                                                                               | allen ÖVP  | Johann Haider (tot 19 januari 1968) Roland Minkowitsch (v.a. 19 januari 1968)                                                                                           |
| Justitie                        | Hans Klecatsky | partijloos | |
| Onderwijs                       | Theodor Piffl-Percevic (tot 2 juni 1969) Alois Mock (v.a. 2 juni 1969) | ÖVP        | |
| Sociale Zekerheid               | Grete Rehor | ÖVP        | Franz Soronics (tot 19 januari 1968) Hans Bürkle (v.a. 19 januari 1968)                                                                                                 |
| Financiën                       | Wolfgang Schmitz (tot 19 januari 1968) Stephan Koren (v.a. 19 januari 1968)                                                                                                | ÖVP        | |
| Land- en Bosbouw                | Karl Schleinzer | ÖVP        | |
| Handel, Nijverheid en Industrie | Fritz Bock (tot 19 januari 1968) Otto Mitterer (v.a. 19 januari 1968) | ÖVP        | |
| Verkeer en Staatsbedrijven      | Ludwig Weiß | ÖVP        | Josef Taus (tot 30 maart 1967) |
| Landsverdediging                | Georg Prader | ÖVP        | |
| Buitenlandse Zaken              | Lujo Tončić-Sorinj (tot 19 januari 1968) Kurt Waldheim (v.a. 19 januari 1968)                                                                                              | ÖVP        | Carl Heinz Bobleter (tot 19 januari 1968) |
| Bouw en Techniek                | Vinzenz Kotzina (v.a. 6 juni 1966) | ÖVP        | |

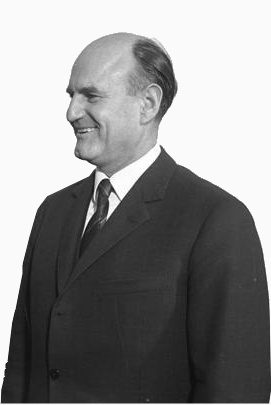
Bondskanselier Josef Klaus
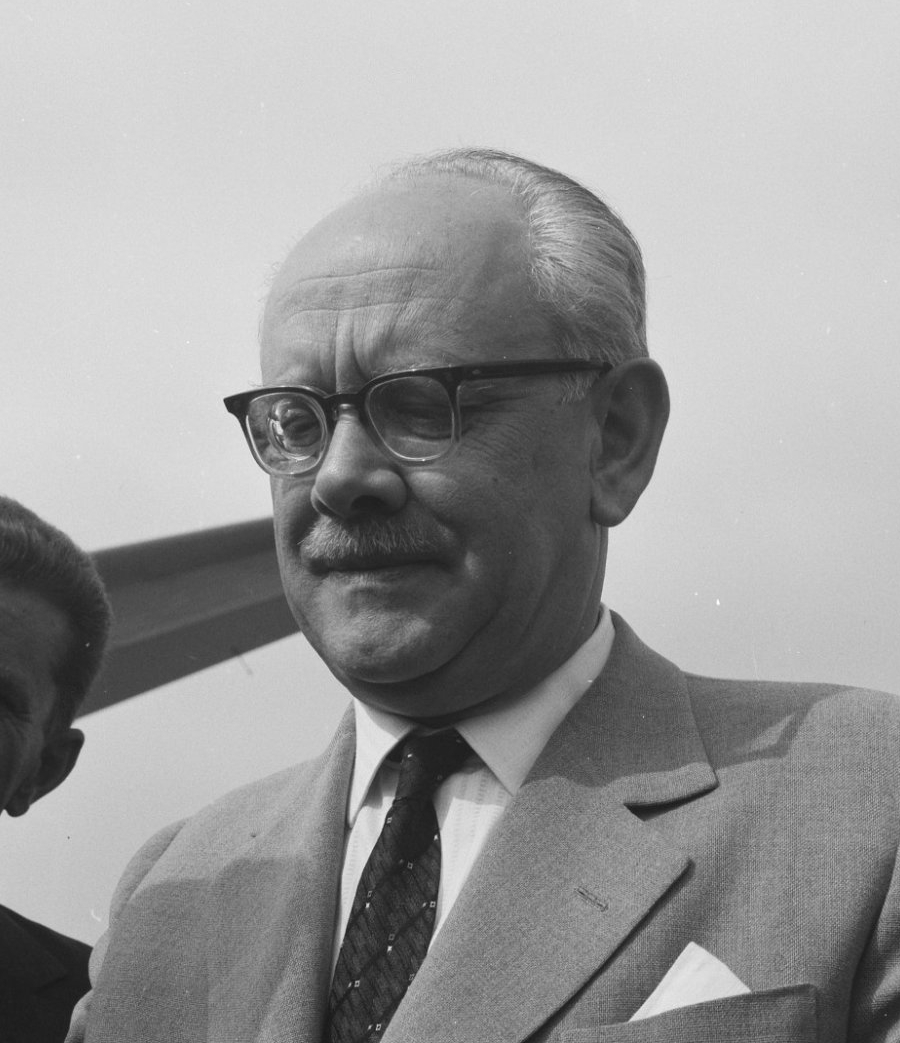
Vicekanselier Fritz Bock

Renner · Figl I · Figl II · Figl III · Raab I · Raab II · Raab III · Raab IV · Gorbach I · Gorbach II · Klaus I · Klaus II · Kreisky I · Kreisky II · Kreisky III · Kreisky IV · Sinowatz · Vranitzky I · Vranitzky I · Vranitzky III · Vranitzky IV · Vranitzky V · Klima · Schüssel I · Schüssel II · Gusenbauer · Faymann I · Faymann II · Kern · Kurz I · Bierlein · Kurz II · Schallenberg · Nehammer · Stocker